# Ерденечимегійн Сум'яа
Ерденечимегійн Сум'яа (монг. Эрдэнэчимэгийн Сумъяа; нар. 28 лютого 1990) — монгольська борчиня вільного стилю, срібна призерка чемпіонату світу, чемпіонату Азії і Літньої Універсіади, триразова бронзова призерка Кубку світу, учасниця Олімпійських ігор.

## Спортивні результати на міжнародних змаганнях

### Виступи на Олімпіадах
| Змагання                    | Збірна   | Вагова категорія          | Місце |
| --------------------------- | -------- | ------------------------- | ----- |
| Літні Олімпійські ігри 2016 | Монголія | жіноча боротьба, до 53 кг | 12    |

### Виступи на Чемпіонатах світу
| Змагання                        | Збірна   | Вагова категорія          | Місце  |
| ------------------------------- | -------- | ------------------------- | ------ |
| Чемпіонат світу з боротьби 2013 | Монголія | жіноча боротьба, до 51 кг | Срібло |
| Чемпіонат світу з боротьби 2014 | Монголія | жіноча боротьба, до 53 кг | 10     |
| Чемпіонат світу з боротьби 2018 | Монголія | жіноча боротьба, до 53 кг | 10     |
| Чемпіонат світу з боротьби 2019 | Монголія | жіноча боротьба, до 53 кг | 12     |
| Чемпіонат світу з боротьби 2021 | Монголія | жіноча боротьба, до 55 кг | 11     |

### Виступи на Чемпіонатах Азії
| Змагання                       | Збірна   | Вагова категорія          | Місце  |
| ------------------------------ | -------- | ------------------------- | ------ |
| Чемпіонат Азії з боротьби 2012 | Монголія | жіноча боротьба, до 55 кг | 5      |
| Чемпіонат Азії з боротьби 2018 | Монголія | жіноча боротьба, до 53 кг | Срібло |

### Виступи на Азійських іграх
| Змагання           | Збірна   | Вагова категорія          | Місце  |
| ------------------ | -------- | ------------------------- | ------ |
| Азійські ігри 2018 | Монголія | жіноча боротьба, до 53 кг | Бронза |

### Виступи на Кубках світу
| Змагання                    | Збірна   | Вагова категорія          | Місце  |
| --------------------------- | -------- | ------------------------- | ------ |
| Кубок світу з боротьби 2014 | Монголія | жіноча боротьба, до 53 кг | 5      |
| Кубок світу з боротьби 2015 | Монголія | жіноча боротьба, до 53 кг | Бронза |
| Кубок світу з боротьби 2017 | Монголія | команда                   | Бронза |
| Кубок світу з боротьби 2018 | Монголія | команда                   | Бронза |

### Виступи на Універсіадах
| Змагання               | Збірна   | Вагова категорія          | Місце  |
| ---------------------- | -------- | ------------------------- | ------ |
| Літня Універсіада 2013 | Монголія | жіноча боротьба, до 51 кг | Срібло |

### Виступи на інших змаганнях
| Змагання                                                     | Збірна   | Вагова категорія          | Місце  |
| ------------------------------------------------------------ | -------- | ------------------------- | ------ |
| Відкритий чемпіонат Монголії з боротьби 2012                 | Монголія | жіноча боротьба, до 55 кг | Бронза |
| Олімпійський кваліфікаційний турнір з боротьби 2012 (Астана) | Монголія | жіноча боротьба, до 55 кг | 9      |
| Гран-прі «Харі Рам» 2012                                     | Монголія | жіноча боротьба, до 55 кг | Золото |
| Гран-прі «Іван Яригін» 2013                                  | Монголія | жіноча боротьба, до 55 кг | 7      |
| Золотий Гран-прі з боротьби 2013 (Баку)                      | Монголія | жіноча боротьба, до 51 кг | Срібло |
| Відкритий чемпіонат Польщі з боротьби 2014                   | Монголія | жіноча боротьба, до 53 кг | Срібло |
| Відкритий чемпіонат Польщі з боротьби 2015                   | Монголія | жіноча боротьба, до 53 кг | 5      |
| Гран-прі «Іван Яригін» 2016                                  | Монголія | жіноча боротьба, до 53 кг | Бронза |
| Олімпійський кваліфікаційний турнір з боротьби 2016 (Астана) | Монголія | жіноча боротьба, до 53 кг | Золото |
| Гран-прі «Іван Яригін» 2017                                  | Монголія | жіноча боротьба, до 53 кг | Бронза |
| Відкритий чемпіонат Монголії з боротьби 2017                 | Монголія | жіноча боротьба, до 53 кг | Срібло |
| Гран-прі «Іван Яригін» 2018                                  | Монголія | жіноча боротьба, до 53 кг | 8      |
| Відкритий чемпіонат Монголії з боротьби 2018                 | Монголія | жіноча боротьба, до 53 кг | Золото |
| Гран-прі «Іван Яригін» 2019                                  | Монголія | жіноча боротьба, до 53 кг | Бронза |
| Відкритий чемпіонат Монголії з боротьби 2019                 | Монголія | жіноча боротьба, до 55 кг | Бронза |
| Кубок Президента Бурятської Республіки з боротьби 2019       | Монголія | жіноча боротьба, до 53 кг | Золото |
| Відкритий чемпіонат Польщі з боротьби 2019                   | Монголія | жіноча боротьба, до 53 кг | 9      |
| Гран-прі «Іван Яригін» 2020                                  | Монголія | жіноча боротьба, до 53 кг | Срібло |
| Відкритий чемпіонат Польщі з боротьби 2021                   | Монголія | жіноча боротьба, до 55 кг | Срібло |
| Гран-прі «Іван Яригін» 2022                                  | Монголія | жіноча боротьба, до 55 кг | Бронза |

### Виступи на змаганнях молодших вікових груп
| Змагання                                     | Збірна   | Вагова категорія          | Місце |
| -------------------------------------------- | -------- | ------------------------- | ----- |
| Чемпіонат Азії з боротьби серед кадетів 2005 | Монголія | жіноча боротьба, до 43 кг | 5     |
| Чемпіонат Азії з боротьби серед кадетів 2006 | Монголія | жіноча боротьба, до 46 кг | 7     |